# محمد بن مصطفى الغلامي
محمد بن مصطفى الغلامي (ت. 1186 هـ / 1772 م) أديب وشاعر، من أهل الموصل.
والده هو مصطفى أفندي مفتي الشافعية (ت. 1140 هـ / 1726 م). مرض محمد الغلامي وأقعد، فلزم بيته مشتغلا بالتصنيف. كان معاصرا لشعراء موصليون آخرون من أمثال: عثمان بكتاش وحسن عبد الباقي العمري وقاسم الرامي.

## آثاره
له:
- «شمامة العنبر والزهر المعنبر» في تراجم معاصريه من شعراء الموصل وبغداد.[4]
- «خلاصة المعارف وإشارة العارف» - ديوان شعر.[5]